# Ammophila nitida
Ammophila nitida là một loài côn trùng cánh màng trong họ Sphecidae, thuộc chi Ammophila. Loài này được Fischer de Waldheim miêu tả khoa học đầu tiên năm 1834.